# Ruby Payne-Scott
Ruby Payne-Scott (Ruby Violet Payne-Scott, provdaná Ruby Hall, 28. května 1912, Grafton - 25. května 1981, Mortdal) byla australská vědkyně a průkopnice radiofyziky a radioastronomie.
Byla ateistka, feministka a obhájkyně ženských práv. Údajně byla členkou Komunistické strany Austrálie, a proto jí sledovala Australská bezpečnostní zpravodajská organizace (ASIO) a vytvořila o ní a její činnosti rozsáhlý spis, část s určitým zkreslením.
V roce 1951 se Ruby Payne-Scott musela vzdát vědecké kariéry, aby mohla založit rodinu. V té době platil v Commonwealthu zákon, že vdané ženy nemohou zastávat stálé místo ve veřejné službě.
V roce 2018 pro ni The New York Times napsal opožděný nekrolog, ve kterém podrobně popsal, jak její práce pomohla položit základy nového vědního oboru zvaného radioastronomie.

## Vzdělání
Ruby Payne-Scott se narodila 28. května 1912 v Graftonu v Novém Jižním Walesu v Austrálii jako dcera Cyrila Payne-Scotta a jeho ženy Amy. Později se přestěhovala do Sydney, kde žila se svou tetou. Tam navštěvovala Penrith Public Primary School (1921–1924) a Cleveland-Street Girls' High School (1925–1926). Střední školu absolvovala na Sydney Girls High School s vyznamenáním z matematiky a botaniky.
Získala dvě stipendia na vysokoškolská studia na univerzitě v Sydney, kde pak studovala fyziku, chemii, matematiku a botaniku. V roce 1933 získala bakalářský titul jako třetí žena, která zde absolvovala fyziku. Magisterský titul z fyziky získala v roce 1936 a diplom z pedagogiky v roce 1938.

## Kariéra

### Počátky kariery
Od roku 1932 pracovala jako výzkumná pracovnice ve Výboru pro výzkum rakoviny na Univerzitě v Sydney. V roce 1936 prováděla společně s Williamem H. Lovem výzkum vlivu magnetického pole na živé organismy. Kultivovali kuřecí embrya a vystavovali je magnetickému poli až 5000krát silnějšímu než je magnetické pole Země. Zjistili, že magnetismus Země má malý nebo žádný vliv na životní procesy organismů. Popřeli tak teorie, že magnetické pole Země má rozsáhlé účinky na lidské bytosti a mnoho lidí spí pouze s hlavou na sever a tělem rovnoběžným s magnetickým poledníkem.
Po roce 1939 se připojila k AWA, prominentnímu výrobci elektroniky a provozovateli obousměrných radiokomunikačních systémů v Austrálii. Původně byla přijata jako knihovnice, její práce se však rychle rozšířila na vedení měřicí laboratoře a provádění elektrotechnického výzkumu. V roce 1941 opustila AWA, protože byla nespokojená s jejím výzkumným prostředím.

### Radarové systémy

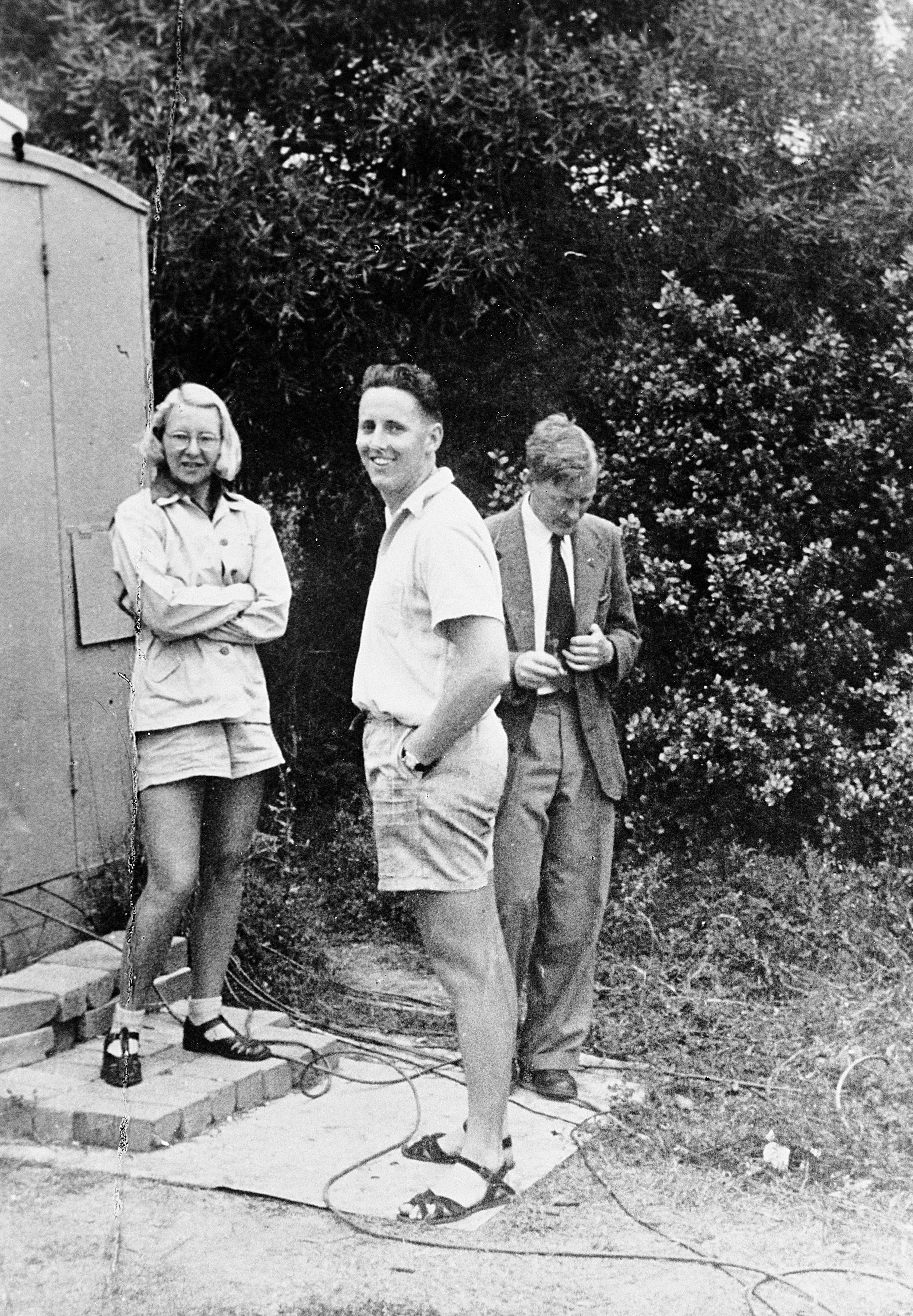
Ruby Payne-Scott, Alec Littl (uprostřed) a Christiansen na terénní stanici Potts Hill Reservoir Division of Radiophysics (1948)

V roce 1941 nastoupila Ruby Payne-Scott do Radiofyzikální laboratoře australské vládní organizace Commonwealth Scientific and Industrial Research Organisation (CSIRO). Během druhé světové války se podílela na přísně tajné práci při výzkumu radarové technologie a stala se australskou expertkou na detekci letadel pomocí displejů Plan Position Indicator (PPI). Po válce v roce 1948 publikovala obsáhlou zprávu o faktorech ovlivňujících viditelnost na displejích PPI. Významně také přispěla k prototypu radarových systémů pracujících v mikrovlnném pásmu 25 cm, a tím dosáhla jejich významného vylepšení.
V prosinci 1945 shrnula všechny dostupné poznatky a provedená měření v radiofyzikální laboratoři a navrhla budoucí směry výzkumu v této oblasti. Ten se tak postupně přesunul od vývoje radarových systémů k jejich využití pro vědecké účely.

### Radioastronomie
V únoru 1946 Ruby Payne-Scott, Joe Pawsey a Lindsay McCready provedli první rádiové interferometrie pro astronomická pozorování. Jejich pozorování potvrdila, že intenzivní rádiové záblesky pocházejí ze slunečních skvrn. Jejich článek byl také prvním návrhem Fourierovy syntézy v radioastronomii, který naznačil budoucnost oboru aperturové syntézy (typ interferometrie, která míchá signály ze skupiny dalekohledů a vytváří snímky se stejným úhlovým rozlišením jako přístroj o velikosti celé skupiny). V roce 1946 spolu s Joe Pawsey a Lindsay McCready publikovala v časopisu Nature článek o souvislosti mezi slunečními skvrnami a zvýšenými rádiovými emisemi ze Slunce (záznam intenzity rádiového záření v závislosti na frekvenci a čase).

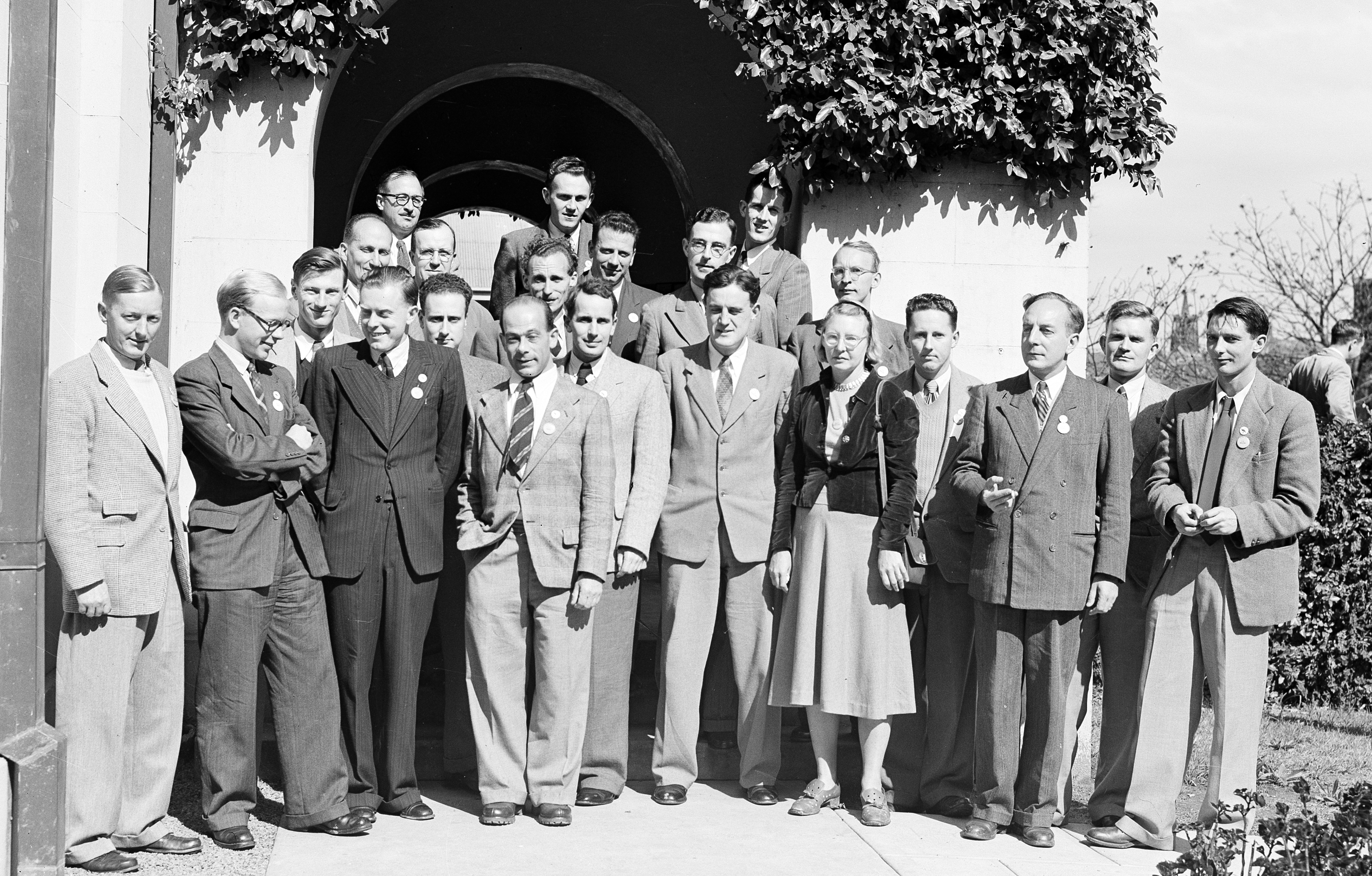
10. valné shromáždění Mezinárodní unie radiovědy na univerzitě v Sydney, Ruby Payne-Scott jako jediná žena uprostřed (1952)

Od roku 1946 do roku 1951 se Ruby Payne-Scott zaměřila na tyto zábleskové rádiové emise ze Slunce. V tomto dynamickém spektru lze vysledovat pět základních typů záblesků I-VI. Je jí připisován objev záblesků typu I a III a shromažďování dat, která pomohla charakterizovat typy II a IV. V rámci této práce společně s Alecem Littlem navrhla a postavila nový interferometr, který dokázal jednou za sekundu nakreslit mapu síly a polarizace sluneční rádiové emise a automaticky nahrávat na filmovou kameru, kdykoli emise dosáhnou určité intenzity.

### Konec kariéry
V roce 1951 Ruby Payne-Scott ukončila svoji vědeckou kariéru, aby mohla založit rodinu. V srpnu 1952 se nakrátko vrátila k radioastronomii a zúčastnila se 10. valného shromáždění Mezinárodní unie radiovědy na univerzitě v Sydney. V letech 1963 až 1974 se vrátila k výuce matematiky na Danebank Church of England School na jižním předměstí Sydney.

## Rodina
V roce 1944 se Ruby Payne-Scott tajně provdala za William Holman Halla. Pokračovala v práci pro CSIRO, ale její manželství bylo odhaleno a ona o své stálé místo v CSIRO přišla. V roce 1951, jen několik měsíců před narozením jejího syna Petera Gavina Halla, rezignovala na svůj post. V té době vláda Commonwealthu uzákonila, že vdané ženy nemohou zastávat stálé místo ve veřejné službě.
Ruby Payne-Scott přijala jméno svého manžela a stala se Ruby Hall. Manželé spolu měli dvě děti. Peter Gavin Hall se stal matematikem, který se zabýval teoretickou statistikou a teorií pravděpodobnosti. Fiona Margaret Hall se stala australskou umělkyní a její kariéru popsala v roce 2005 Julie Ewington v knize Fiona Hall.
Dne 25. května 1981 Ruby Payne-Scott zemřela v Mortdale v Novém Jižním Walesu, tři dny před svými 69. narozeninami. Ke konci svého života trpěla Alzheimerovou chorobou.

## Publikace
- Moonlight on the Nepean. Nepean Times.  Penrith, NSW: National Library of Australia, 29 December 1923, s. 4. Dostupné online.
- "Relative intensity of spectral lines in indium and gallium". Nature, 131 (1933), 365–366.
- (Spolu s: W.H. Love) "Tissue cultures exposed to the influence of a magnetic field". Nature, 137 (1936), 277.
- "Notes on the use of photographic films as a means of measuring gamma ray dosage". Sydney University. Cancer Research Committee Journal, 7 (1936), 170–175.
- Payne-Scott, Ruby Violet. The wave-length distribution of the acattered radiation in a medium traversed by a beam of x or gamma rays (MSc thesis). [s.l.]: University of Sydney, 1936. Dostupné online.
- The wavelength distribution of the scattered radiation in a medium traversed by a beam of X or gamma rays. British Journal of Radiology, N.S., 10 (1937), 850–870.
- (Spolu s: A. L. Green) "Superheterodyne tracking charts". II. A.W.A. Technical Review, 5 (1941), 251–274; Wireless Engineer, 19 (1942), 290–302.
- "A note on the design of iron-cored coils at audio frequencies". A.W.A. Technical Review, 6 (1943), 91–96.
- Eight unpublished classified technical reports at the Division of Radiophyiscs during World War II including Pawsey and Payne-Scott from 1944 : Measurements of the noise level picked up by an S-band aerial. CSIR Radiophysics Laboratory Report, RP 209 (1944).
- "Solar and cosmic radio frequency radiation; survey of knowledge available and measurements taken at Radiophysics Laboratory to Dec. 1, 1945". CSIR Radiophysics Laboratory Report SRP 501/27 (1945).
- (Spolu s: J. L. Pawsey a L. L. McCready) "Radio-frequency energy from the sun". Nature, 157 (1946), 158.
- 'A study of solar radio frequency radiation on several frequencies during the sunspot of July–August 1946. CSIR Radiophyscis Laboratory Report, RPL 9 (1947).
- McCready, L.L., J.L. Pawsey, and Ruby Payne-Scott. "Solar radiation at radio frequencies and its relation to sunspots." Proceedings of the Royal Society of London. Series A. Mathematical and Physical Sciences 190.1022 (1947): 357–375.
- (Spolu s: D. E. Yabsley a J. G. Bolton) "Relative times of arrival of bursts of solar noise on different radio frequencies". Nature, 160 (1947), 256.
- "The visibility of small echoes on radar PPI displays". Proceedings of the Institute of Radio Engineers, 36 (1948), 180.
- "Solar Noise Records taken during 1947 and 1948". CSIR Radiophysics Laboratory Report. RPL 30 (1948).
- (Spolu s: L.L. McCready) "Ionospheric effects noted during dawn observations on solar noise". Terrestrial Magnetism and Atmospheric Electricity, 53 (1948), 429.
- "Bursts of solar radiation at metre wavelengths". Australian Journal of Scientific Research (A), 2 (1949), 214.
- "The noise-like character of solar radiation at metre wavelengths". Australian Journal of Scientific Research (A), 2 (1949), 228.
- "Some characteristics of non-thermal solar radiation at metre wave-lengths". Journal of Geophysical Research, 55 (1950), 233. (In collection of papers Summary of Proceedings of Australian National Committee of Radio Science, URSI, Sydney, 16–20 January 1950)
- (Spolu s: A. G. Little) "The position and movement on the solar disk of sources of radiation at a frequency of 97 Mc/s. I. Equipment". Australian Journal of Scientific Research (A), 4 (1951), 489.
- (Spolu s: A. G. Little) "The positions and movement on the solar disk of sources of radiation at a frequency of 97 Mc/s II. Noise Storms". Australian Journal of Scientific Research (A), 4 (1951), 508.
- (Spolu s: A. G. Little) "The position and movement on the solar disk of sources of radiation at a frequency of 97 Mc/s. III. Outbursts". Aust. J. of Scientific Research A, 5 (1952), 32.

## Odkaz
- Danebank School, kde vyučovala po své radioastronomické kariéře, pořádá každoroční přednášku Ruby Payne-Scott Lecture, aby prezentovala vynikající vědkyně z různých oborů.[33]
- V roce 2008 CSIRO založila cenu Payne-Scottové, určenou pro výzkumníky, kteří museli ukončit práci kvůli rodině a dokázali se vrátit k vědecké práci.[34]
- V roce 2017 Univerzita v Sydney slavnostně otevřela Payne-Scott Professorial Distinctions na počest významných osobností za jejich přínos univerzitě ve vedení, výuce a výzkumu.[35][36][37]
- V roce 2018 pro ni The New York Times napsal opožděný nekrolog, ve kterém podrobně popsal, jak její práce pomohla položit základy nového vědního oboru zvaného radioastronomie.